# Kamatapur
Kamatapur es un estado proyectado por los nacionalistas Koch-Rajbongsi de Bengala, Assam y Meghalaya.

## Definición del Estado
El estado reclama los distritos de South Dinajpur, North Dinajpur, Coochbehar, Jalpaiguri, Malda y Darjeeling) en Bengala, y los de Kokrajhar, Bongaigaon, Dhubri y Goalpara en Assam

## Movimientos políticos y militares
La Kamatapur Liberation Organization fue creada el 28 de diciembre de 1995 por tribales Koch-Rajbongsi con la finalidad de crear el estado de Kamatapur, bajo el patronazgo del United Liberation Front of Assam (ULFA). Inicialmente fue denominada Koch-Rajbongsi Organisation (KRLO) y actuaba solo en Assam, bajo el mando de Raju Baruah y Ajit Kachari, que antes fueron comandantes en el ULFA. Sus primeros 35 soldados fueron entrenados en el campo de Kalikhola en Bután. Tras un breve tiempo operando en Assam sus militantes que no fueron detenidos o murieron pasaron al ULFA desapareciendo la organización, que fue refundada como Kamatapur Liberation Organization (KLO), datando sus primeras acciones armadas de 1999. Desde Bengala volvieron a Assam e incluso a Meghalaya (distrito de West Garo Hills) en los siguientes meses. Cuenta con un centenar de militantes. La KLO mantiene fuertes lazos con el ULFA y con el Tiwa National Revolutionary Front (TNRF), que opera en el distrito de Nagaon en Assam, así como una alianza con el National Socialist Council of Nagalim-Isak-Muivah (NSCN-IM). Sus fondos derivan del cobro forzoso de impuestos a los cultivadores de te, principalmente de la región de Doars en Bengala. Tushar Das alias Jibon Singha fue el presidente del KLO, hasta su detención en octubre de 1999. Su actual dirección no se ha hecho pública pero probablemente la encabeza Atul Nikhil Roy.
El Kamatapur Peoples Party (KPP) fue fundado en 1996 y se considera el ala política del anterior. Está bien implantado en los distritos de Jalpaiguri y Cooch Behar.
All Kamatapur Students Union (KSU) y `Kamatapur Women's Right Front (KWRF) actúan en Bengala y también propugnan un Kamatapur independiente.
- Datos: Q2893890